# Juan Estuardo (1621-1644)

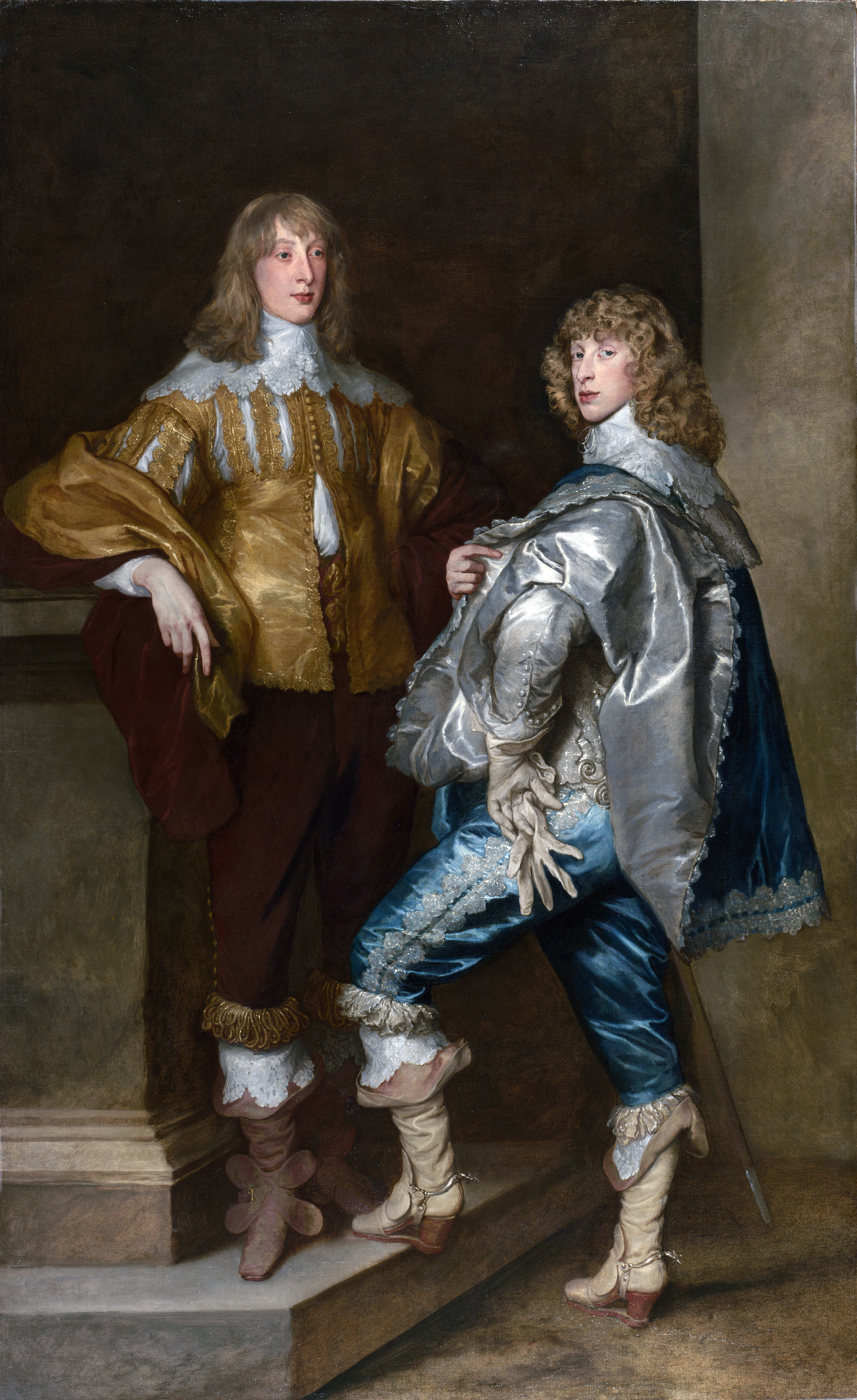
Lord Bernardo Estuardo, c. 1638 (derecha), retratado junto a su hermano mayor Lord Juan Estuardo.

Lord Juan Estuardo (23 de octubre de 1621-29 de marzo de 1644), fue un aristócrata escocés que sirvió como comandante realista en la Guerra Civil Inglesa. 

## Vida
Fue uno de los cinco hijos de Esmé Estuardo, III duque de Lennox y su esposa Katherine Clifton, segunda baronesa Clifton, y hermano de Jacobo Estuardo, primer duque de Richmond.
Con su hermano menor, Lord Bernard Stewart, se embarcó en una gira de tres años por el continente en 1639, antes de regresar para unirse a la causa del Rey en la Guerra Civil como General. Fue asesinado el 29 de marzo de 1644 en la Batalla de Cheriton cerca de New Alresford en Hampshire.
Solo uno de sus hermanos, Ludovico, sobrevivió a la guerra para ver la restauración de la monarquía en 1660.